# Circuit du Houtland
Le Circuit du Houtland (en néerlandais : Omloop van het Houtland Middelkerke-Lichtervelde) est une course cycliste belge disputée à Lichtervelde, dans la province de Flandre-Occidentale. Créé en 1945, il fait partie de l'UCI Europe Tour depuis 2005, d'abord en catégorie 1.1, puis 1.2 à partir de 2006
L'édition 2002 a constitué la première étape du Circuit franco-belge. L'édition 2016 est annulée pour des raisons organisationnelles.
Cette épreuve ne doit pas être confondue avec le Circuit du Houtland-Torhout disputé à Torhout de 1945 à 1971.

## Palmarès

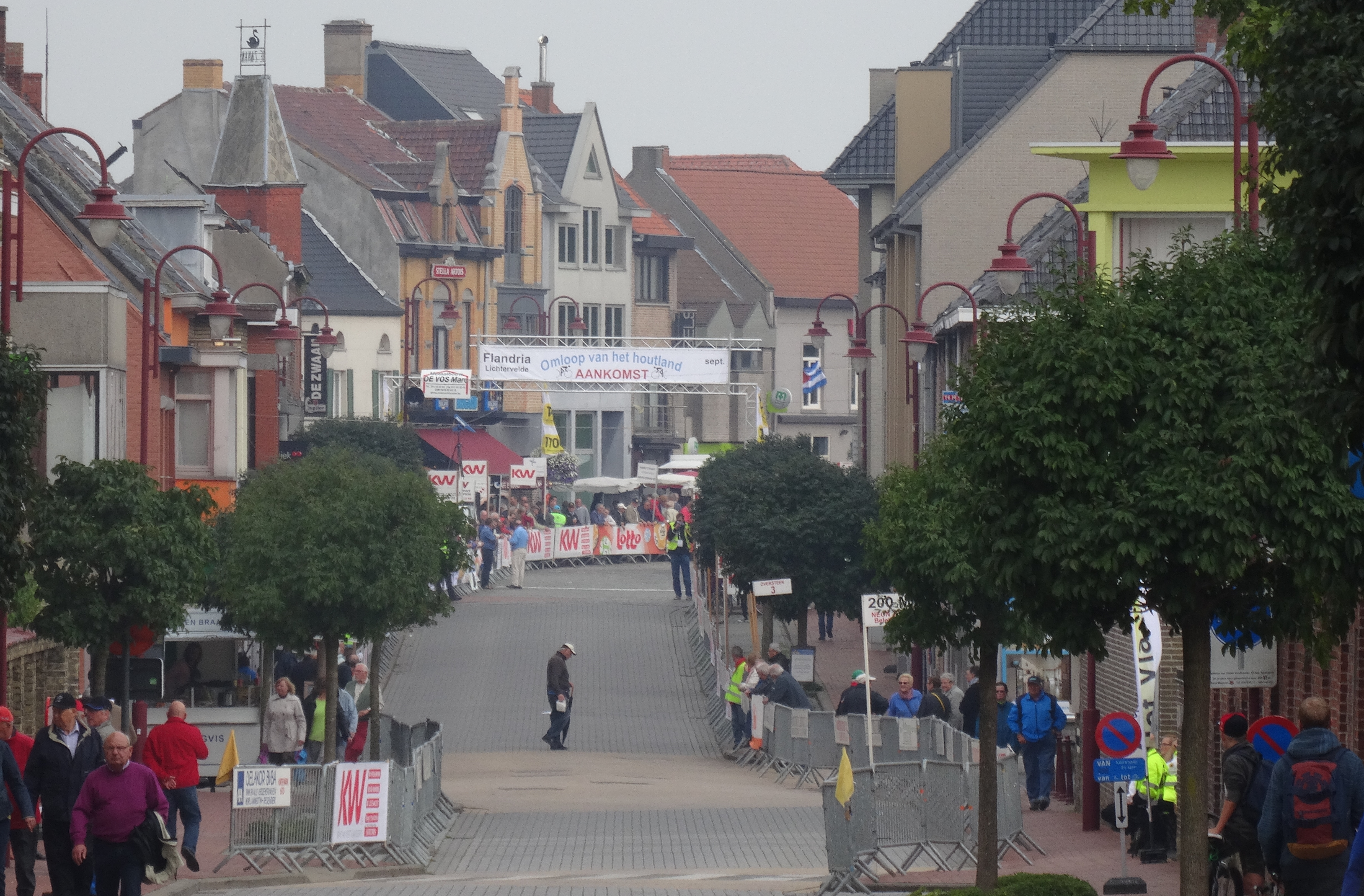
Départ de la course en 2014

| Année | Vainqueur                                            | Deuxième                                             | Troisième                                            |
| ----- | ---------------------------------------------------- | ---------------------------------------------------- | ---------------------------------------------------- |
| 1945  | André Maelbrancke                                    | Georges Desplenter                                   | Arthur Mommerency                                    |
| 1946  | Roger De Corte                                       | Richard Depoorter                                    | Lucien Mathys                                        |
| 1947  | Adolf Verschueren                                    | Michel van Elsue                                     | Irene de Keyser                                      |
| 1948  | Albert Anutchin                                      | Omer Huwel                                           | Emmanuel Thoma                                       |
| 1949  | André Pieters                                        | Albert Ramon                                         | Jean Laroye                                          |
| 1950  | André Maelbrancke                                    | Valère Ollivier                                      | Albert Sercu                                         |
| 1951  | André Maelbrancke                                    | André Declerck                                       | Gentiel Vermeersch                                   |
| 1952  | Valère Ollivier                                      | Willem Labaere                                       | R. van Kerckhoven                                    |
| 1953  | Arthur Mommerency                                    | André Pieters                                        | André Noyelle                                        |
| 1954  | Lucien Victor                                        | René Janssens                                        | Camilius Demunster                                   |
| 1955  | Roger De Corte                                       | Firmin Bral                                          | André Pieters                                        |
| 1956  | Leon Van Daele                                       | Firmin Bral                                          | Willy Truye                                          |
| 1957  | Gilbert Desmet                                       | Roger Verplaetse                                     | Rik Van Looy                                         |
| 1958  | Gilbert Desmet                                       | Roger De Corte                                       | Norbert Kerckhove                                    |
| 1959  | Arthur Decabooter                                    | Jan Zagers                                           | Johnny Deleye                                        |
| 1960  | Michel Stolker                                       | Arthur Decabooter                                    | Frans De Mulder                                      |
| 1961  | Roland Aper                                          | Marcel Ongenae                                       | André Assez                                          |
| 1962  | Norbert Kerckhove                                    | Laurent Christiaens                                  | Joseph Planckaert                                    |
| 1963  | Robert van de Caveye                                 | Romain Van Wynsberghe                                | Emiel Lambrecht                                      |
| 1964  | Arthur Decabooter                                    | Georges Decraeye                                     | Antoon Declercq                                      |
| 1965  | Gilbert Desmet                                       | Jaak De Boever                                       | Georges van Den Berghe                               |
| 1966  | Walter Boucquet                                      | E. van Oudenaerde                                    | Gilbert Desmet                                       |
| 1967  | Jan Boonen                                           | Rik Van Looy                                         | Daniel Van Ryckeghem                                 |
| 1968  | Walter Boucquet                                      | Tony Daelemans                                       | Willy Donie                                          |
| 1969  | Noël Van Clooster                                    | Freddy Decloedt                                      | Wim Dubois                                           |
| 1970  | Roger De Vlaeminck                                   | Daniel Van Ryckeghem                                 | Willy Maes                                           |
| 1971  | André Dierickx                                       | Etienne Buysse                                       | Luc van Goidsenhoven                                 |
| 1972  | Patrick Sercu                                        | Tony Gakens                                          | Jaak De Boever                                       |
| 1973  | Marc Lievens                                         | Pol Lannoo                                           | Gerry Catteeuw                                       |
| 1974  | Willy Planckaert                                     | José Vanackere                                       | Serge Vandaele                                       |
| 1975  | Eddy Cael                                            | André Dierickx                                       | Fernand Hermie                                       |
| 1976  | Lieven Malfait                                       | Eric Jacques                                         | José Vanackere                                       |
| 1977  | Marc Demeyer                                         | Eddy Vanhaerens                                      | Sean Kelly                                           |
| 1978  | Herman Van Springel                                  | Eddy Cael                                            | Alain De Roo                                         |
| 1979  | Alain De Roo                                         | Adri Schipper                                        | Eddy Cael                                            |
| 1980  | Walter Planckaert                                    | Yvan Lamote                                          | Ronny Van Marcke                                     |
| 1981  | Rudy Pevenage                                        | Willy Scheers                                        | Werner Devos                                         |
| 1982  | Michel Pollentier et Eddy Vanhaerens (ex æquo)       | Michel Pollentier et Eddy Vanhaerens (ex æquo)       | Alain Desaever (en)                                  |
| 1983  | Ronny Van Marcke                                     | Werner Devos                                         | Eddy Vanhaerens                                      |
| 1984  | Ludo Frijns                                          | Jacques Hanegraaf                                    | Dirk Demol                                           |
| 1985  | Yvan Lamote                                          | Dirk Clarysse                                        | Sylvester Aarts                                      |
| 1986  | Willem Wijnant                                       | Dirk Demol                                           | Werner Devos                                         |
| 1987  | Hendrik Redant                                       | Paul Haghedooren                                     | Yvan Lamote                                          |
| 1988  | Danny Janssens                                       | Frank Hoste                                          | Gino de Backer                                       |
| 1989  | Jan Bogaert                                          | Pascal Elaut                                         | Johan Devos                                          |
| 1990  | Johan Museeuw                                        | Patrick Verschueren                                  | Patrick Hendrickx                                    |
| 1991  | Didier Priem                                         | Wiebren Veenstra                                     | Johan Devos                                          |
| 1992  | Johan Devos                                          | Ferdi Dierickx                                       | Jelle Nijdam                                         |
| 1993  | Danny Daelman                                        | Léon van Bon                                         | Bart Heirewegh                                       |
| 1994  | Etienne De Wilde                                     | Michel Cornelisse                                    | Werner van Rompaey                                   |
| 1995  | Jans Koerts                                          | Jo Planckaert                                        | Michel Cornelisse                                    |
| 1996  | Johan Capiot                                         | Robbie Vandaele                                      | Roger Hammond                                        |
| 1997  | Robbie Vandaele                                      | John Talen                                           | Jurgen Vermeersch (nl)                               |
| 1998  | Etienne De Wilde                                     | Brian Jensen                                         | Jean-Pierre Heynderickx                              |
| 1999  | Etienne De Wilde                                     | John Talen                                           | Hans De Meester                                      |
| 2000  | Niko Eeckhout                                        | Linas Balčiūnas                                      | Fabien De Waele                                      |
| 2001  | Geert Omloop                                         | Julien Smink (nl)                                    | Mark Walters                                         |
| 2002  | Kevin Hulsmans                                       | Christoph von Kleinsorgen                            | Tom Boonen                                           |
| 2003  | Geert Omloop                                         | Christoph Roodhooft                                  | Alain van Katwijk                                    |
| 2004  | Bert De Waele                                        | Dennis Haueisen                                      | Jürgen Roelandts                                     |
| 2005  | Kevin Van Impe                                       | Marcel Sieberg                                       | Steven Caethoven                                     |
| 2006  | Artur Gajek                                          | Niko Eeckhout                                        | Danilo Hondo                                         |
| 2007  | Steven de Jongh                                      | Baden Cooke                                          | Niko Eeckhout                                        |
| 2008  | Martin Pedersen                                      | Michael Tronborg                                     | Roy Curvers                                          |
| 2009  | Graeme Brown                                         | Robert Wagner                                        | Niko Eeckhout                                        |
| 2010  | Stefan van Dijk                                      | Kenny van Hummel                                     | Adam Blythe                                          |
| 2011  | Guillaume Van Keirsbulck                             | Stefan van Dijk                                      | Mark McNally                                         |
| 2012  | Marcel Kittel                                        | Adam Blythe                                          | Timothy Dupont                                       |
| 2013  | Marcel Kittel                                        | Nacer Bouhanni                                       | Jens Debusschere                                     |
| 2014  | Jelle Wallays                                        | Daniel Schorn                                        | Coen Vermeltfoort                                    |
| 2015  | Jens Debusschere                                     | Timothy Dupont                                       | Coen Vermeltfoort                                    |
| 2016  | Édition annulée pour des raisons organisationnelles  | Édition annulée pour des raisons organisationnelles  | Édition annulée pour des raisons organisationnelles  |
| 2017  | Tom Devriendt                                        | Maarten Wynants                                      | Brian van Goethem                                    |
| 2018  | Jonas Van Genechten                                  | Jasper De Buyst                                      | Timothy Dupont                                       |
| 2019  | Max Walscheid                                        | Dries De Bondt                                       | Taco van der Hoorn                                   |
| 2020  | Édition annulée en raison de la pandémie de Covid-19 | Édition annulée en raison de la pandémie de Covid-19 | Édition annulée en raison de la pandémie de Covid-19 |
| 2021  | Taco van der Hoorn                                   | Gerben Thijssen                                      | Timothy Dupont                                       |
| 2022  | Jasper Philipsen                                     | Arnaud De Lie                                        | Dylan Groenewegen                                    |
| 2023  | Gerben Thijssen                                      | Dylan Groenewegen                                    | Cédric Beullens                                      |
| 2024  | Max Walscheid                                        | Dylan Groenewegen                                    | Pierre Barbier                                       |

(En couleur : première étape du Circuit franco-belge)